# Gruppo Altran
Il Gruppo Altran è una multinazionale francese di consulenza operante in vari settori dell'ingegneria.
Dopo l'acquisizione nel marzo 2020 dal gruppo Capgemini, l'azienda viene rinominata Capgemini Engineering nel 2021.